# Walther Genzmer
Walther Heinrich Julius Richard Genzmer (* 22. Oktober 1890 in Köln; † 13. Juni 1983 in Bad Godesberg) war ein deutscher Architekt, Baubeamter und Denkmalpfleger, der auch als Landeskonservator für die Kunstdenkmäler Hohenzollerns amtierte und als Autor kunstgeschichtlicher Publikationen bekannt ist.

## Leben
Walther Genzmer war ein Sohn des Städtebauers und Hochschullehrers Ewald Genzmer (1856–1932), Stadtbaurat in Halle (Saale) (1892–1904), Professor für Städtebau und städtischen Tiefbau an der TH Danzig (1904–1911) und an der TH Dresden (1911–1921) und der Marie geb. Paxmann (1860–1897).

### Ausbildung
Genzmer wurde 1890 in Köln geboren und wuchs von 1892 bis 1904 in Halle an der Saale auf, anschließend zog er mit seiner Familie nach Danzig. Dort legte er im Alter von 17 Jahren 1908 das Abitur ab und begann mit dem Studium von Architektur und Kunstgeschichte, das er in München und Dresden fortsetzte.

### Frühe Jahre
Nach der Diplomhauptprüfung als Architekt und der Staatsprüfung zum Regierungsbaumeister arbeitete er bei der preußischen Staatsbauverwaltung in Naumburg, Merseburg, Bad Homburg und ab 1919 bei der preußischen Bezirksregierung in Wiesbaden. 1928 wurde er als Regierungsbaurat an die Hochbauabteilung des preußischen Finanzministeriums in Berlin berufen. Neben der Betreuung der staatlichen Schlösser und Gärten gehörte er dem Redaktionskollegium der staatlichen Bauzeitschriften an (Denkmalpflege und Heimatschutz, Zeitschrift für Bauwesen, Zentralblatt der Bauverwaltung).

### Zeit in Hohenzollern
Mit Wirkung vom 1. Dezember 1933 wurde er an die Regierung der preußischen Provinz Hohenzollerische Lande in Sigmaringen versetzt, seinen Dienst trat er am 2. Januar 1934 an. Er leitete das Dezernat für Hochbauwesen, nach dem Krieg und damit dem Ende der preußischen Regierung wurde er Leiter des Staatlichen Hochbauamtes Sigmaringen. Ein Jahr stand er noch dem Staatlichen Hochbauamt Heilbronn vor, bis er 1955 pensioniert wurde.

### Landeskonservator
Als Pensionär behielt er bis 1967 das Amt des Landeskonservators bei, das ihm 1934 übertragen worden war. Diese Aufgabe nahm er bis zu seinem Ausscheiden 1967 ehrenamtlich wahr. Sie wurde zu seiner Lebensaufgabe, hier erwarb er sich über Deutschlands Grenzen hinaus Rang und Namen. Er übernahm im Auftrag der Generalverwaltung des ehemals regierenden preußischen Königshauses die denkmalpflegerische Betreuung der Burg Hohenzollern.

## Schriften
Die Bibliographie der hohenzollerischen Geschichte führt 43 große und kleine Veröffentlichungen von ihm auf. Die wichtigsten sind der Band I des Deutschen Glockenatlasses, die beiden Bände Hechingen und Sigmaringen der Kunstdenkmäler Hohenzollerns, der Bildband Hohenzollern, die Führer für die Burg Hohenzollern und das Kloster Wald und die Arbeiten über den Vorarlberger Baumeister Michael Beer, Meinrad von Ow und Johann Georg Weckenmann.

## Ehrungen
- 1952: Verdienstkreuz am Bande der Bundesrepublik Deutschland
- 1960: Bundesverdienstkreuz 1. Klasse